# Shawnna
Rashawnna Guy (* 1. Oktober 1979 in Chicago, Illinois), bekannt unter ihrem Künstlernamen Shawnna, ist eine US-amerikanische Rapperin.

## Musikkarriere
Shawnna, Tochter des Bluesmusikers Buddy Guy, ist eine der ersten weiblichen Interpreten, die bei der Plattenfirma Def Jam durch das Plattenlabel Disturbing Tha Peace Records des Rappers Ludacris unter Vertrag genommen wurden. Zuvor bereits als ehemaliges Mitglied des Duos Infamous Syndicate aus Chicago in der Musikbranche tätig, ist sie vor allem aufgrund ihrer schlüpfrigen Texte und ihrer schnellen Sprechweise bekannt. 
Sie hat insgesamt zwei Soloalben veröffentlicht, Worth tha Weight (2004) und Block Music (2006).

## Diskografie

### Alben
- 2004: Worth tha Weight
- 2006: Block Music

### Singles
- 2004: Let’s Go
- 2005: Shake That Shit (featuring Ludacris)
- 2005: Weight a Minute
- 2005: Gettin’ Some
- 2006: Damn (featuring Smoke of Field)

### Zusammenarbeit mit anderen Interpreten
- 2001: What’s Your Fantasy (Ludacris featuring Shawnna)
- 2003: P-Poppin’ (Ludacris featuring Shawnna & Lil Fate)
- 2003: Stand Up (Ludacris featuring Shawnna)
- 2006: I Caught Him Lookin’ (Janielle featuring Shawnna)
- 2007: Diddy Rock (P. Diddy featuring Twista, Timbaland, Shawnna)
- 2008: Wheaties (Tech N9ne featuring Shawnna)
- 2015: Talking Bandz (Future Brown featuring Shawnna and DJ Victoriouz)